# Saxifraga dahaiensis
Saxifraga dahaiensis är en stenbräckeväxtart som beskrevs av H.Chuang. Saxifraga dahaiensis ingår i Bräckesläktet som ingår i familjen stenbräckeväxter. Inga underarter finns listade i Catalogue of Life.